# Fiorinia yunnanensis
Fiorinia yunnanensis är en insektsart som beskrevs av Hu 1984. Fiorinia yunnanensis ingår i släktet Fiorinia och familjen pansarsköldlöss. Inga underarter finns listade i Catalogue of Life.